# Рейнер, Кит
Кит Рейнер (англ. Keith Rayner; 20 июня 1943 года, Дувр, Англия — 21 января 2015 года, Сан-Диего, США — когнитивный психолог, один из первых исследователей, использующих ай-трекинг для изучения чтения и визуального восприятия.

## Биография
Кит Рейнер родился 20 июня 1943 года в Дувре (Англия). Его семья иммигрировала в Солт-Лейк-Сити, штат Юта в 1949 году. В 1968 году Кит защитил магистерскую диссертацию в Университете Юты по специальности «Психология», а в 1974 году получил степень доктора наук (англ. Ph.D.) в Корнеллском университете.
В 1973 году Кит получил должность доцента кафедры психологии в Рочестерском университете, где преподавал до 1978 года, когда ему предложили место директора центра когнитивных исследований в Массачусетском Университете. В 2008 году он переезжает в Университет Калифорнии в Сан-Диего, где становится профессором кафедры психологии вплоть до своей смерти в 2015 году.

### Личная жизнь
Родился в большой семье (3 брата), женат, имеет двоих детей (Эшли и Джонатан), двоих внучек.

## Награды
Кит Рейнер стал обладателем многочисленных наград:
1. Премия за прижизненные достижения в психологии от Организации экспериментальных психологов[6];
2. Награда Уильяма Джеймса за прижизненные достижения от Ассоциации психологических наук;
3. Премия за прижизненные достижения категории 3 от Американской психологической ассоциации;
4. Премия за прижизненные достижения от Американской литературной ассоциации;
5. Награда за вклад в исследования от Федерации ассоциаций поведенческих и когнитивных наук[7].

Он также был почетным приглашенным лектором в Китайской академии наук.

## Публикации
За свою карьеру Кит Рейнер опубликовал около 400 рецензируемых статей, и более 130 из них были написаны после его переезда в Университет Калифорнии в Сан-Диего в 2008 году. Он был соавтором книги «Психология чтения» и редактором 10 книг по исследованию чтения и движений глаз. Его исследования были спонсированы Национальными институтами здравоохранения США, а также Национальным научным фондом, Microsoft Research и научно-исследовательским подразделением ВМФ США.
Кит Рейнер был главным редактором журнала Journal of Experimental Psychology: Learning, Memory, and Cognition and Psychological Review.

## Вклад в науку
Кит был мировым экспертом в изучении когнитивных механизмов, лежащих в основе процессов чтения у детей и взрослых. В 1970х годах он был одним из первых, кто начал использовать метод ай-трекинга в психологических исследованиях, что дало возможность максимально точно измерить движения глаз и манипулировать читаемым текстом со скоростью в несколько миллисекунд. Его команда стала проводить эксперименты в максимально естественных условиях: наблюдать, когда читатель испытывает трудности в чтении, и что он предпринимает для решения неоднозначных ситуаций. Его эксперименты превратили методику регистрации движений глаз в мощный инструмент для исследования обработки лингвистической информации в процессе чтения.